# Macrogyion cronus
 (mai 2021).
Macrogyion
Genre
Espèce
Macrogyion cronus, unique représentant du genre Macrogyion, est une espèce fossile d'opilions eupnois.

## Distribution
Cette espèce a été découverte à Montceau-les-Mines en France. Elle date du Carbonifère.

## Description
L'holotype mesure 6,53 mm.

## Publication originale
- Garwood, Dunlop, Giribet & Sutton, 2011 : « Anatomically modern Carboniferous harvestmen demonstrate early cladogenesis and stasis in Opiliones. » Nature Communications, vol. 2, no 444, p. 1-7 (texte intégral).